# Cameron Jennings
Cameron Jennings (* 27. April 1979 in Rockhampton) ist ein ehemaliger australischer Radrennfahrer.
Cameron Jennings begann seine Karriere 2003 beim Team Down Under. Im nächsten Jahr stieg dort Cyclingnews.com als Sponsor ein. 2005 wurde Jennings Etappenzweiter beim Grand Prix Cycliste de Beauce. Seit 2006 fährt er für das jetzige Professional Continental Team DFL-Cyclingnews-Litespeed. Bei der Herald Sun Tour konnte er 2007 eine Etappe gewinnen und somit seinen ersten Profisieg feiern.

## Erfolge
2007
- eine Etappe Herald Sun Tour

2009
- eine Etappe Tour of Wellington (Mannschaftszeitfahren)
- eine Etappe Tour de Singkarak (Mannschaftszeitfahren)

## Teams
- 2003 Team Down Under
- 2004 Cyclingnews.com-Down Under
- 2005 Cyclingnews.com
- 2006 DFL-Cyclingnews-Litespeed
- 2007 DFL-Cyclingnews-Litespeed
- 2008 Pezula Racing (bis 11.10.)
- 2008 Team Budget Forklifts (ab 12.10.)
- 2009 Team Budget Forklifts